# Boston College
O Boston College (também conhecido por BC) é uma universidade particular fundada em 1863, com seu campus principal na cidade de Chestnut Hill, na região metropolitana de Boston, no estado de Massachusetts, Estados Unidos.  A universidade é uma das melhores no país, 25ª melhor universidade nos EUA segundo ''U.S. News & World Report''.